# Morpion (jeu)
Pour les articles homonymes, voir Morpion.

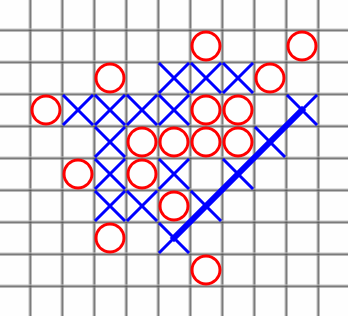
Exemple d'une partie de morpion

Le morpion est un jeu de réflexion se pratiquant à deux joueurs au tour par tour et dont le but est de créer le premier un alignement sur une grille. Le jeu se joue généralement avec papier et crayon.
Par analogie, le jeu tic-tac-toe est aussi fréquemment appelé « morpion ».

## Règle du jeu
Les joueurs inscrivent tour à tour leur symbole sur une grille qui n'a pas de limites ou qui n'a que celles du papier sur lequel on joue. Le premier qui parvient à aligner cinq de ses symboles horizontalement, verticalement ou en diagonale gagne un point.
Le morpion donne un avantage assez important à celui qui commence. Des formes évoluées existent, comme le Gomoku ou le Pente, qui ajoutent à la notion d'alignement une notion de prise. Le renju prévoit des handicaps pour le joueur qui commence, ce qui permet d'équilibrer les chances des deux joueurs.
Une partie dure environ une minute.